# Риб лодка
Лодките риб (на английски: Rigid-Hulled Inflatable Boat, (RHIB) или Rigid-Inflatable Boat (RIB)) имат твърдо стъклопластово дъно с прилепени към него балони. Представляват усъвършенствана версия на обикновената надуваема лодка и за тях е характерна голяма устойчивост. На фона на всички останали лодки, те са с най-голямата товароносимост в съответната дължина.
Обичайната дължина е 4 – 9 метра, но може да варира между 2,5 и 18 метра. Мощността на моторите е в диапазона 5 – 300 конски сили (4 – 220 kW).